# Caroline Rowland (Psychologin)
Caroline Rowland (* 1971) ist eine britische Psychologin. Seit 2016 ist sie Direktorin am Max-Planck-Institut für Psycholinguistik in Nijmegen (Niederlande).

## Leben
Rowland studierte Psychologie an der University of Manchester und promovierte 2000 an der University of Nottingham. Ihre Promotionsschrift trug den Titel The acquisition of wh-questions in early English multi-word speech. Sie lehrte als Professorin für Entwicklungspsychologie an der University of Liverpool. Bis 2019 war sie Co-Direktorin von LuCid (ESRC International Centre for Language and Communicative Development), einer millionenschweren Zusammenarbeit zwischen den Universitäten von Manchester, Liverpool und Lancaster. Sie leitete zwischen 2014 und 2019 das Language 0-5 Projekt, das größte Projekt für die Erforschung der Sprachentwicklung von Kindern im Vereinigten Königreich.
Seit 2016 ist sie Direktorin am Max-Planck-Institut für Psycholinguistik und Professorin an der Radboud University.
Ihre Forschung konzentriert sich darauf, wie Kinder Sprache lernen. Dabei richtet sie ein Augenmerk auf Grammatik und darauf, wie die Umgebung des Kindes den Sprachgebrauch fördert und gestaltet. Dafür verwendet sie Experimente, Datenanalyse und Computermodelle.

## Werke
- Rowland, C. (2013). Understanding child language acquisition. Routledge.
- Rowland, C. F., Theakston, A. L., Ambridge, B., & Twomey, K. E. (Eds.) (2020). Current perspectives on child language acquisition: How children use their environment to learn. John Benjamins Publishing Company.